# Taeniogalumna tanzanica
Taeniogalumna tanzanica är en kvalsterart som beskrevs av Sandór Mahunka 1983. Taeniogalumna tanzanica ingår i släktet Taeniogalumna och familjen Galumnidae. Inga underarter finns listade i Catalogue of Life.